# شهرستان سیرسی (آرکانزاس)
شهرستان سیرسی، آرکانزاس (به انگلیسی: Searcy County, Arkansas) شهرستانی در ایالات متحده آمریکا است که در آرکانزاس واقع شده‌است.

## خصوصیات
شهرستان سیرسی ۱٬۷۳۲٫۷۱ کیلومترمربع مساحت دارد.